# Quines bestioles!
Quines bestioles! (títol original en francès, Drôles de petites bêtes) és una pel·lícula d'aventures animada per ordinador del 2017 escrita i dirigida per Antoon Krings i Arnaud Delalande i escrita per Christel Gonnard, basada en la sèrie de llibres infantils Bestioles curioses de Kring. Es tracta d'una coproducció internacional entre França i Luxemburg i va ser produïda per Onyx Films i Bidibul Productions. Es va estrenar a França el 13 de desembre de 2017. S'ha doblat i subtitulat al català.